# Lutas nos Jogos Olímpicos de Verão de 2020 - Livre até 57 kg feminino
A categoria livre até 57 kg feminino das lutas nos Jogos Olímpicos de Verão de 2020 ocorreu nos dias 4 e 5 de agosto de 2021 no Makuhari Messe, em Tóquio. Um total de 16 lutadoras, cada uma representando um Comitê Olímpico Nacional (CON), participaram do evento.

## Qualificação
Um total de 16 vagas foram atribuídas para a categoria livre até 57 kg feminino, cada uma representando um CON, conforme abaixo:
- 6 pelo Campeonato Mundial de 2019;
- 2 pelo torneio qualificatório pan-americano;
- 2 pelo torneio qualificatório europeu;
- 2 pelo torneio qualificatório da África e Oceania;
- 2 pelo torneio qualificatório asiático;
- 2 pelo torneio qualificatório mundial.

## Formato
As competições de luta livre consistem em um torneio de eliminação simples, com uma repescagem usada para determinar as vencedoras das duas medalhas de bronze. As duas finalistas se enfrentam pelas medalhas de ouro e prata. Cada lutadora que perde para uma das duas finalistas segue para a repescagem, culminando em duas lutas pela medalha de bronze com as perdedoras da semifinal, cada uma enfrentando a oponente restante da repescagem de sua metade da chave.

## Calendário
Horário local (UTC+9)
| Data                | Horário | Fase            |
| ------------------- | ------- | --------------- |
| 4 de agosto de 2021 | 11:00   | Qualificatórias |
| 4 de agosto de 2021 | 18:15   | Semifinais      |
| 5 de agosto de 2021 | 11:00   | Repescagem      |
| 5 de agosto de 2021 | 19:30   | Finais          |

## Medalhistas
| Ouro   | JPN Risako Kawai                        |
| Prata  | BLR Iryna Kurachkina                    |
| Bronze | USA Helen Maroulis BUL Evelina Nikolova |

## Resultados
Estes foram os resultados da competição:
Legenda
- F — Vitória por queda;
- R — Retirou-se.

### Chaveamento
|  | Oitavas de final            | Oitavas de final            | Oitavas de final |  |  | Quartas de final            | Quartas de final            | Quartas de final     |   |                      | Semifinais           | Semifinais       | Semifinais |  |  | Final | Final | Final |
|  |                             |                             |                  |  |  |                             |                             |                      |   |                      |                      |                  |            |  |  |       |       |       |
|  | JPN Risako Kawai            | JPN Risako Kawai            | 8                |  |  |                             |                             |                      |   |                      |                      |                  |            |  |  |       |       |       |
|  | GUI Fatoumata Camara        | GUI Fatoumata Camara        | 2                |  |  | JPN Risako Kawai            | JPN Risako Kawai            | 7                    |   |                      |                      |                  |            |  |  |       |       |       |
|  | MGL Boldsaikhany Khongorzul | MGL Boldsaikhany Khongorzul | 7                |  |  | MGL Boldsaikhany Khongorzul | MGL Boldsaikhany Khongorzul | 0                    |   |                      |                      |                  |            |  |  |       |       |       |
|  | FRA Mathilde Rivière        | FRA Mathilde Rivière        | 5R               |  |  |                             |                             |                      |   | JPN Risako Kawai     | JPN Risako Kawai     | 2                |            |  |  |       |       |       |
|  | UKR Tetyana Kit             | UKR Tetyana Kit             | 2F               |  |  |                             | USA Helen Maroulis          | USA Helen Maroulis   | 1 |                      |                      |                  |            |  |  |       |       |       |
|  | TUN Siwar Bousetta          | TUN Siwar Bousetta          | 0                |  |  | UKR Tetyana Kit             | UKR Tetyana Kit             | 0                    |   |                      |                      |                  |            |  |  |       |       |       |
|  | USA Helen Maroulis          | USA Helen Maroulis          | 8                |  |  | USA Helen Maroulis          | USA Helen Maroulis          | 8                    |   |                      |                      |                  |            |  |  |       |       |       |
|  | CHN Rong Ningning           | CHN Rong Ningning           | 4                |  |  |                             |                             |                      |   |                      | JPN Risako Kawai     | JPN Risako Kawai | 5          |  |  |       |       |       |
|  | BLR Iryna Kurachkina        | BLR Iryna Kurachkina        | 8                |  |  |                             | BLR Iryna Kurachkina        | BLR Iryna Kurachkina | 0 |                      |                      |                  |            |  |  |       |       |       |
|  | IND Anshu Malik             | IND Anshu Malik             | 2                |  |  | BLR Iryna Kurachkina        | BLR Iryna Kurachkina        | 6                    |   |                      |                      |                  |            |  |  |       |       |       |
|  | MEX Alma Valencia           | MEX Alma Valencia           | 2                |  |  | ROC Valeria Koblova         | ROC Valeria Koblova         | 3                    |   |                      |                      |                  |            |  |  |       |       |       |
|  | ROC Valeria Koblova         | ROC Valeria Koblova         | 5                |  |  |                             |                             |                      |   | BLR Iryna Kurachkina | BLR Iryna Kurachkina | 11               |            |  |  |       |       |       |
|  | POL Jowita Wrzesień         | POL Jowita Wrzesień         | 0                |  |  |                             | BUL Evelina Nikolova        | BUL Evelina Nikolova | 0 |                      |                      |                  |            |  |  |       |       |       |
|  | BUL Evelina Nikolova        | BUL Evelina Nikolova        | 3                |  |  | BUL Evelina Nikolova        | BUL Evelina Nikolova        | 6                    |   |                      |                      |                  |            |  |  |       |       |       |
|  | MDA Anastasia Nichita       | MDA Anastasia Nichita       | 2F               |  |  | MDA Anastasia Nichita       | MDA Anastasia Nichita       | 3                    |   |                      |                      |                  |            |  |  |       |       |       |
|  | NGR Odunayo Adekuoroye      | NGR Odunayo Adekuoroye      | 8                |  |  |                             |                             |                      |   |                      |                      |                  |            |  |  |       |       |       |

### Repescagem
|  | Repescagem                  | Repescagem                  | Repescagem |  | Disputa pelo bronze         | Disputa pelo bronze         | Disputa pelo bronze |  |  |  |  |
|  |                             |                             |            |  |                             |                             |                     |  |  |  |  |
|  | GUI Fatoumata Camara        | GUI Fatoumata Camara        | 0          |  | MGL Boldsaikhany Khongorzul | MGL Boldsaikhany Khongorzul | 0                   |  |  |  |  |
|  | MGL Boldsaikhany Khongorzul | MGL Boldsaikhany Khongorzul | 10         |  | USA Helen Maroulis          | USA Helen Maroulis          | 11                  |  |  |  |  |
|  |                             |                             |            |  |                             |                             |                     |  |  |  |  |
|  | IND Anshu Malik             | IND Anshu Malik             | 1          |  | ROC Valeria Koblova         | ROC Valeria Koblova         | 0                   |  |  |  |  |
|  | ROC Valeria Koblova         | ROC Valeria Koblova         | 5          |  | BUL Evelina Nikolova        | BUL Evelina Nikolova        | 5F                  |  |  |  |  |

## Classificação final
| Pos.              | Lutadora                    |
| ----------------- | --------------------------- |
| Medalha de ouro   | JPN Risako Kawai            |
| Medalha de prata  | BLR Iryna Kurachkina        |
| Medalha de bronze | USA Helen Maroulis          |
| Medalha de bronze | BUL Evelina Nikolova        |
| 5                 | MGL Boldsaikhany Khongorzul |
| 5                 | ROC Valeria Koblova         |
| 7                 | MDA Anastasia Nichita       |
| 8                 | UKR Tetyana Kit             |
| 9                 | IND Anshu Malik             |
| 10                | CHN Rong Ningning           |
| 11                | MEX Alma Valencia           |
| 12                | GUI Fatoumata Camara        |
| 13                | NGR Odunayo Adekuoroye      |
| 14                | FRA Mathilde Rivière        |
| 15                | TUN Siwar Bousetta          |
| 16                | POL Jowita Wrzesień         |